# Een schitterend gebrek (film)
Een schitterend gebrek is een Nederlands-Belgisch-Italiaanse historische dramafilm uit 2024, geregisseerd door Michiel van Erp en gebaseerd op het gelijknamig boek van Arthur Japin uit 2003. De hoofdrollen worden vertolkt door Dar Zuzovsky, Jonah Hauer-King, Maarten Heijmans en Sam Hazeldine.

## Verhaal
Giacomo Casanova's eerste geliefde is de veertienjarige Lucia. Wanneer Lucia besmet geraakt met de pokken verlaat ze Italië, beroofd van haar schoonheid. Zestien jaar later komt ze haar vroegere geliefde weer tegen maar ze verbergt haar ware identiteit en haar littekens achter een sluier.

## Rolverdeling
| Acteur           | Personage        |
| ---------------- | ---------------- |
| Dar Zuzovsky     | Lucia            |
| Jonah Hauer-King | Giacomo Casanova |
| Maarten Heijmans | Jan van der Kemp |
| Sam Hazeldine    | Jamieson         |
| Ruth Becquart    | Zelide           |

## Productie
In 2008 kocht Stephen Fry met zijn productiehuis Sprout Productions de film- en theaterrechten voor een Engelstalige bewerking. De film zou worden geregisseerd door Iain Softley, maar is niet tot stand gekomen. In 2015 werd bekendgemaakt dat fotograaf Erwin Olaf aan een verfilming werkte, zijn debuut als regisseur. Gezondheidsproblemen zorgden er echter voor dat Olaf de regietaken naast zich neer moest leggen. Filmproducent Kaap Holland Film kondigde daarop aan het script van Arthur Japin in 2020 te willen verfilmen met een nieuwe regisseur. Olaf bleef nauw betrokken bij het project.

### Filmopnames
Op 18 mei 2022 begonnen de filmopnames, onder regie van Michiel van Erp. De opnames vonden plaats in Nederland, België en Italië.

## Release
Een schitterend gebrek ging op 6 september 2024 in première als openingsfilm van het filmfestival Film by the Sea in Vlissingen.